# Gunilla Andersson Stampes
Gunilla Viktoria Andersson Stampes, född 26 april 1975 i Skutskär, Uppsala län, är en svensk före detta ishockeyspelare.
Andersson deltog med Sveriges damlandslag i ishockey i Olympiska vinterspelen 1998 i Nagano och under 2002 i Salt Lake City var hon med och tog OS-brons. Under Olympiska vinterspelen 2006 i Turin tog de OS-silver efter en historisk seger över USA i semifinalen. 
Gunilla Andersson har spelat 297 matcher i landslaget  (120609). 
Gunilla Andersson Stampes utsågs till Tidernas Back när Svenska ishockeyförbundet firade hundra år med Tidernas hockeygala i Avicii arena den 17 november 2022.

## Meriter

### Hockey Hall of Fame
- Invald i svensk ishockeys Hockey Hall of Fame 2015

### OS
- OS i Nagano 1998: 5:a
- OS i Salt Lake City 2002: 3:a
- OS i Turin 2006: 2:a
- OS i Vancouver 2010: 4:a

### VM
- VM 1992: 4:a
- VM 1994: 5:a
- VM 1997: 5:a
- VM 1999: 4:a
- VM 2000: 4:a
- VM 2001: 7:a
- VM 2004: 4:a
- VM 2005: 3:a
- VM 2007: 3:a
- VM 2009: 4:a
- VM 2011: 5:a